# Celemony Software
Die Celemony Software GmbH ist ein Musiksoftwareunternehmen aus München. Gegründet wurde es im Jahr 2000 von Peter Neubäcker, zusammen mit seiner Frau Hildegard Sourgens und Programmierer Carsten Gehle, der mittlerweile als Technischer Direktor des Unternehmens fungiert. Bekannt wurde das Unternehmen durch seine Musiksoftware Melodyne und durch die Technologie Direct Note Access (DNA), die auf der Musikmesse Frankfurt 2008 vorgestellt wurde. 2014 umfasst das Unternehmen über zwanzig Mitarbeiter, Geschäftsführer ist Anselm Rößler.
Neben Melodyne vertreibt Celemony die Restaurationssoftware Capstan, die Gleichlaufstörungen in Audioaufnahmen beseitigen kann und mit der bereits einige verloren geglaubte Bänder von klassischen Konzerten wiederhergestellt wurden. Zusammen mit Presonus entwickelte Celemony ARA Audio Random Access (ARA), eine Erweiterung für bestehende Audioschnittstellen wie VST, AU und RTAS.
Celemony wurde bei den Grammy Awards 2012 mit dem Technical Grammy Award ausgezeichnet, der „Verdienste von außergewöhnlicher technischer Bedeutung im Recording-Bereich“ würdigt. Celemony ist neben der Georg Neumann GmbH erst das zweite deutsche Unternehmen, das diese Auszeichnung erhält.